# القارات الأربع

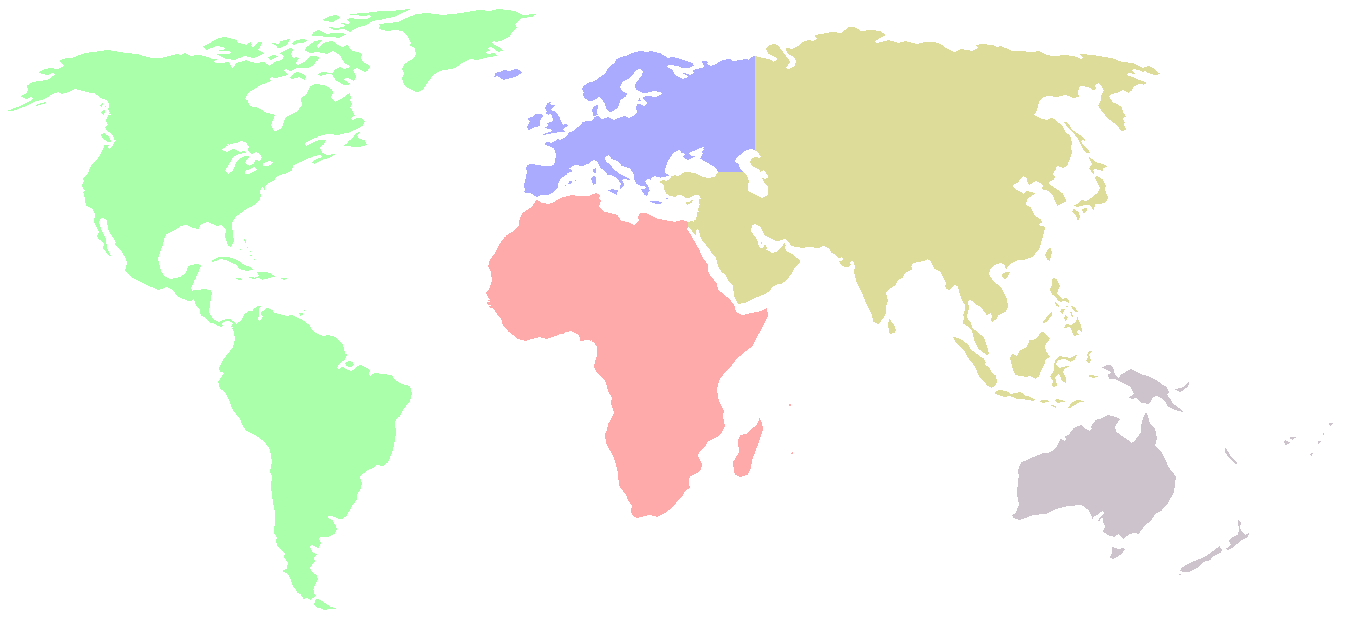
القارات الأربع، بالإضافة إلى أستراليا ، أضيفت في وقت لاحق.

قسم الأوروبيون في القرن السادس عشر العالم إلى أربع قارات: إفريقيا وأمريكا وآسيا وأوروبا. وكان يُنظر إلى كل من القارات الأربع على أن كل قارة تمثل ربع العالم - أوروبا في الشمال، وآسيا في الشرق، وأفريقيا في الجنوب، وأمريكا في الغرب. وكان هذا التقسيم يناسب أفكار عصر النهضة في ذلك الوقت فيما يخص الرقم «أربعة»، والتي قسمت العالم أيضاً إلى أربعة مواسم وأربعة عناصر كلاسيكية وأربعة اتجاهات أساسية وأربعة فضائل كلاسيكية وما إلى ذلك.

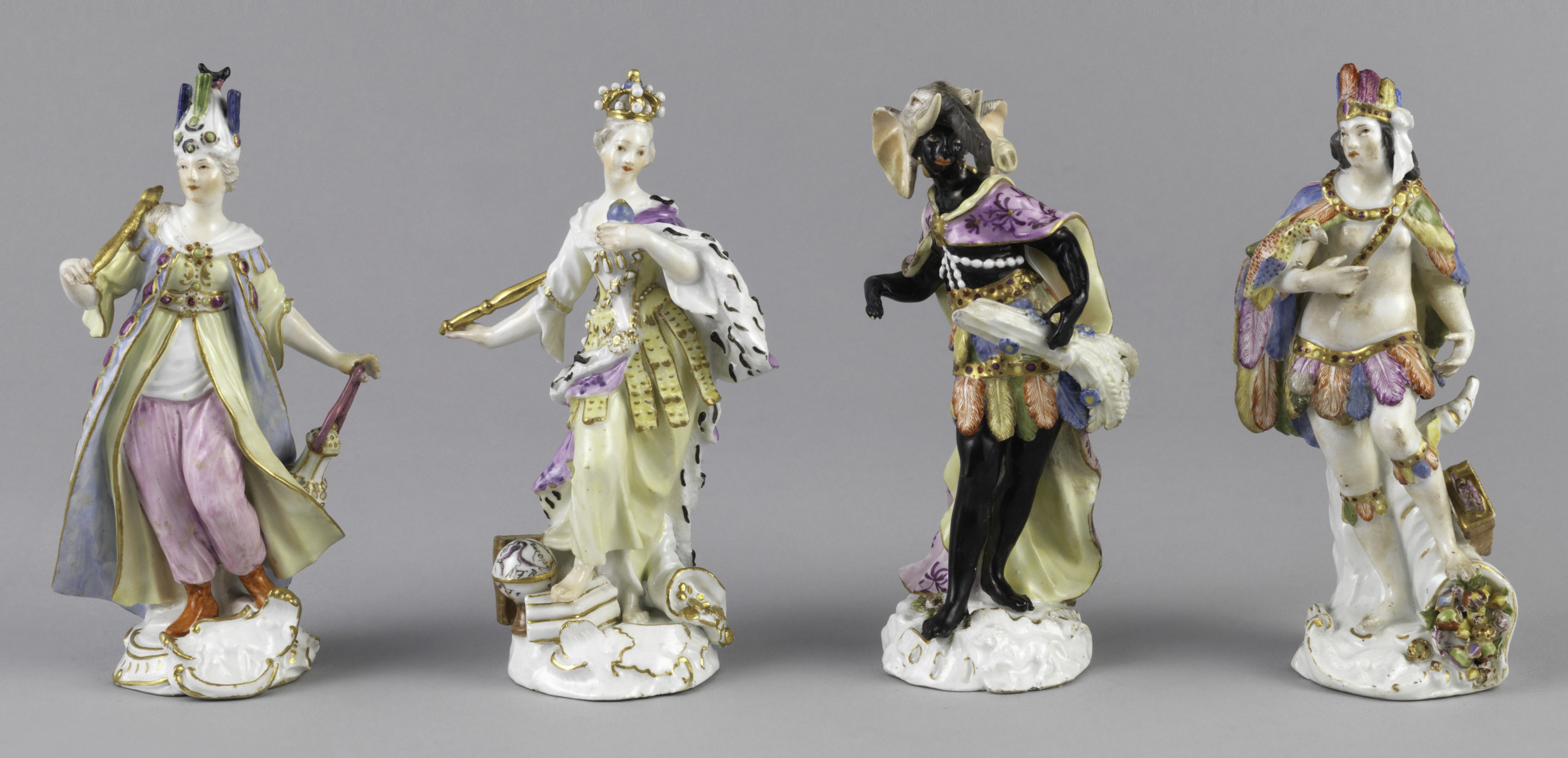
مجموعة من أشكال الخزف المزجج ، ألمانيا تعود لسنة 1775، من اليسار: آسيا ، أوروبا ، أفريقيا ، أمريكا. مجموعة جيمس هيزن هايد.

تشير الأجزاء الأربعة من العالم أو أركان العالم الأربعة إلى الأمريكتين («غرباً») وأوروبا («شمالاً») وآسيا («شرقاً») وأفريقيا («جنوباً»)).
أصبح تصوير شخصيات القارات الأربع شائعاً في العديد من وسائل الإعلام. وكانت مجموعات الأربع يمكن وضعها حول جميع أنواع الكائنات ذات الجوانب الأربعة، أو على شكل أزواج على طول واجهة مبنى به مدخل مركزي. وكانت تلك المواضيع شائعة في المطبوعات، وفي وقت لاحق ظهر تصوير شخصيات تمثل القارات الاربعة للعالم من خلال أشكال تماثيل خزفية صغيرة. وكانت هذه التماثيل عادة صور لأربعة من الإناث، واحدة تمثل أوروبا ترتدي ملابس فخمة ورائعة، وأخرى تمثل آسيا ترتدي ملابس كاملة ولكن بأسلوب غريب، وتمثالين آخرين يمثلان أفريقيا وأمريكا والأثنان بملابس شبه عارية.

## عالم من ثلاثة أركان

النظرة الثلاثية القديمة للعالم

قبل اكتشاف العالم الجديد ذو القارات السبعة، كان من الموضوعات الشائعة بين علماء الجغرافية الكلاسيكيين في العصور الوسطى مصطلح «الأجزاء الثلاثة» التي يتكون منها العالم، وهذه الأجزاء الثلاثة التي في المنظور المتوسطي والأوروبي تقسم العالم إلى ثلاث قارات، وهي: قارة أوروبا وقارة آسيا وقارة أفريقيا. حيث قام المترجم الفرنسي لوران دي بريمير فايت، المتخصص في الأدب اللاتيني في أوائل القرن الخامس عشر بكتابة القرائة التالية:
آسيا هي واحدة من الأجزاء الثلاثة في العالم التي يقسمها المتخصصون إلى آسيا وإفريقيا وأوروبا. تمتد آسيا نحو الشرق بقدر ما تشرق الشمس («المشرق»)، باتجاه الجنوب («ميدي») وتنتهي في البحر الكبير، باتجاه الغرب الذي ينتهي عند بحرنا، وفي اتجاه الشمال («سيبتنتريون») تنتهي في المستنقعات المايوتية والنهر المنعروف باسم تانايس.

## الركن الرابع: العالم الموسع
في قراءة لوران الفرنسية، انتهت آسيا في «بحرنا» (البحر الأبيض المتوسط). كان الأوروبيون فقط على دراية بسيطة بجبال الأورال، التي تفصل أوروبا عن آسيا في أعين الجغرافيين الحديثة، والتي تمثل الخيط الجيولوجي بين قارتين مجزأتين أو كراتون. بدلاً من ذلك، كان التقسيم بين هذه القارات في الصورة المتمركزة في أوروبا هو «الدردنيل»، الذي فصل أوروبا بدقة عن آسيا. في المنظور الأوروبي وحتى عصر الاستكشاف، بدأت آسيا خارج منطقة الدردنيل مع آسيا الصغرى، حيث كانت مقاطعة آسيا الرومانية مكتظة، وتمتد إلى ما كان في البداية أماكن غريبة وبعيدة المنال - «المشرق».

## أيكونغرافيا
في عام 1593، نشر سيزار ريبا أحد أكثر كتب الشعارات نجاحاً لما يستعمله الفنانون والحرفيون الذين قد تتم دعوتهم لرسم شخصيات مجازية. وغطى مجموعة متنوعة من المجالات بشكل مدهش، وأعيد طباعة عمله عدة مرات، على الرغم من أن النص لا يرتبط دائماً بالشعار المرسوم. كان الكتاب لا يزال يجري تحديثه في القرن الثامن عشر. أخذ نص ريبا والمجموعات العديدة من الرسوم التوضيحية لفنانين مختلفين للإصدارات اللاحقة المختلفة (ابتداءً من عام 1603) بعضاً من المصطلحات الأيقونية الموجودة في القارات الأربع، وكان لها تأثير كبير لدرجة أن الصور الفوتوغرافية للقرنين التاليين كانت تحددها تلك الايقونوات إلى حد كبير.
تُصور ريبا أوروبا على شكل امرأة ترتدي ملابس راقية. كانت ترتدي التاج بينما تضع التاج البابوي وتاج الملوك على قدميها، مما يشير إلى موقفها من حيث القوة على باقي القارات. ويظهر قرن الوفرة الوفير ليبين أن أوروبا هي بلاد الوفرة، والمعبد الصغير الذي تحمله يدل على المسيحية. كقارة ذات قوة عسكرية كبيرة، يرافق أوروبا أيضاً حصان ومجموعة من الأسلحة. ربما يعتمد هذا على خريطة - يوروبا ريجينا - التخطيطية التي تصور أوروبا كملكة.
أفريقيا، على النقيض من أوروبا فهي ترتدي غطاء رأس على شكل فيل ويرافقها حيوانات شائعة في أفريقيا مثل الأسد، وعقرب رمال الصحراء، وأفعى كليوباترا السامة. هذه الصور تأتي مباشرة من العملات الرومانية بتجسيد لمقاطعة افريقيا الرومانية، وهو قطاع أصغر بكثير من ساحل البحر المتوسط. يرمز إلى وفرة وخصوبة أفريقيا في الوفرة التي تحملها. وفي تجسيد آخر لأفريقيا في ذلك الوقت يصورها عارية، يرمز إلى تصورات أوروبا في العصور الوسطى حول أفريقيا كأرض غير حضارية. في حين أن رسم «ريبا» التوضيحي لأفريقيا يظهرها ذو بشرة فاتحة، والتي كان من الشائع أيضاً توضيحها ببشرة داكنة.
آسيا في رسم توضيحي، والتي تعتبرها أوروبا قارة من التوابل الغريبة والحرير ومركز ديني، ترتدي ملابس غنية وتحمل مبخرة تدخين. ويمثل مناخ القارة الدافئ إكليل من الزهور في شعرها. مع جمل مستلقي إلى خلفها.
والصورة الأيقونية لأمريكا (الرسم التوضيحي) تُظهر عذراء الأمريكيين الأصليين في غطاء رأس مزين بالريش، مع القوس والسهم. ربما تمثل أمازونية أسطورية من النهر تحمل بالفعل الاسم. في حالات أخرى من الأيقونات الأمريكية، كانت الرموز التي تهدف إلى ضم الحياة البرية والمناخ المداري تتضمن أحياناً حيوانات غائبة تماماً عن الأمريكتين، مثل الأسد. كانت النباتات والحيوانات كصور في كثير من الأحيان قابلة للتبادل بين تصوير أفريقيا وأمريكا خلال القرن السابع عشر بسبب ارتباط المناخ المداري في أمريكا الوسطى والجنوبية مع مناخ افريقيا.
بالإضافة إلى وجود منظر طبيعي غير مروض، تم تصوير أمريكا على أنها مكان للوحشية بحكم الناس الذين سكنوا فيها. يمكن ملاحظة ذلك في الحطاب حيث يتم تصوير أمريكا على أنها أكثر حربية من القارات الثلاث الأخرى. كما أوضحت كلير لو كوربيلير، كانت أمريكا «تتصور عادة كوحشية شرسة إلى حد ما - فقط تمت إزالتها بشكل طفيف من تقاليد الرجل الوحشي في العصور الوسطى». يُظهر قطع الأشجار أيضًا أن أمريكا تمشي على رأس بشري، وهو ما يهدف إلى الإشارة إلى أكل لحوم البشر. كانت أدلة تمزيق الأوصال، مثل الرؤوس المقطوعة، بالإضافة إلى القوس والسهام الأمريكية وقلة ملابسها وهذا كله ما يرمز إلى الوحشية. مثل هذه الصور لم تكن غير شائعة في تصوير الأمريكتين، ولكن لم يكن الأمر كذلك دائماً.
```
بمرور الوقت، تحولت صورة مواطن أجنبي يجري إخضاعه على نحو عادل من قبل الفاتح الأوروبي إلى صورة «للأميرة الهندية».
[
10
]
```

ارتبط عصر النهضة بنهر رئيسي لكل من القارات؛ ويمثل أوروبا نهر الدانوب، وافريقيا نهر النيل، وآسيا نهر الغانج، وأمريكا يمثلها لا بلاتا. يظهر موضوع «الأنهار الأربعة» على سبيل المثال في نافورة الأنهار الأربعة وهي نافورة ماء شهيرة في رومة، وضع تصميمها الفنان الإيطالي جيوفاني برنيني في ما بين عام 1648 وعام 1651، وفي لوحة القارات الأربع للرسّام البلجيكي بيتر بول روبنس. نافورة الأنهار الأربعة، (الدانوب، النيل، الغانج، لا بلاتا).
مع اكتشاف قارة جزيرة أستراليا، فقد مفهوم «القارات الأربع» الكثير من محتواها، وقبل وقت طويل من اكتشاف القارة السادسة أنتاركتيكا. بقيت الأيقونوغرافية في الوقت الذي كانت فيه أركان العالم الأربعة، على العموم، في السياقات التقليدية ذات وعي ذاتي: على سبيل المثال، في نيويورك، أمام مكتب فنون مبنى جمارك - الكسندر هاملتون بالولايات المتحدة الأمريكية (1907)، أربع مجموعات نحتية لدانيل تشستر فرانس ترمز إلى «أركان العالم الأربعة».

## الهوامش
1. ↑  لم يعرف أي شيء عن أستراليا التي شوهدت لأول مرة في أوائل القرن السابع عشر ، أو القارة القطبية الجنوبية التي شوهدت لأول مرة في القرن التاسع عشر.
2. ↑  سيابارا، فرانس (1998). "المجتمع ومحاكم التفتيش في مالطا 1743-1798" (PDF). جامعة دورهام: أطروحات دورهام الإلكترونية. ص. 38. مؤرشف من الأصل (PDF) في 2016-08-21.
3. 1 2  Hall, 129
4. ↑  "آسيا هي واحدة من الأجزاء الثلاثة في العالم التي يقسمها الكتاب إلى آسيا وإفريقيا وأوروبا. تمتد آسيا إلى الشرق حتى الجنوب ، وعند الظهر تصل البحر إلى الغرب ، وإلى بحرنا ، ومن الشمال. لا بأس باليو المايوتية والنهر المسمى تانايس. ترجمة موسعة لوريان دي بريمير فايت لـ جيوفاني بوكاتشيو (De Casibus Virorum Illustrium) مقتبسة من باتريشيا م. جاثركول ، "لوران دي بريميرفيت: مترجم بوكاتشيو دي فيريوم إلوستريوم"  مراجعة فرنسية   '27'  4 (فبراير1954: 245-252) ص. 249.
5. 1 2  مارتيز, جي.أي. (1 Jan 2002). "من بومبي إلى بليموث: تجسيد إفريقيا في الفن الأوروبي". شوليا: دراسات في العصور القديمة الكلاسيكية (بالإنجليزية). 11 (1): 65–79. ISSN:1018-9017. Archived from the original on 2019-12-12.
6. 1 2  لو كوربيلير، كلير (1961). "أمريكا وأخواتها: تجسيد لأربعة أجزاء من العالم". نشرة متحف المتروبوليتان للفنون. ج. 19 ع. 8: 209–223. DOI:10.2307/3257853. ISSN:0026-1521. JSTOR:3257853.
7. ↑  [[:File:As-Hadrian-Africa-RIC 0841,As.jpg|عملة معدنية من زمن هادريان سنة 136 م ، موصوفة على أنها: "إفريقيا ، ترتدي غطاء رأس فيل من الجلد ، تتكئ على اليسار ، تحمل العقرب والوفرة".
8. ↑  لو كوربيلير، كلير (أبريل 1961). "أمريكا وأخواتها: تجسيد لأجزاء العالم الأربعة" (PDF). متحف المتروبوليتان للفنون. مؤرشف من الأصل (PDF) في 5 أغسطس 2019. اطلع عليه بتاريخ أغسطس 2020. {{استشهاد ويب}}: تحقق من التاريخ في: |تاريخ الوصول= (مساعدة)
9. ↑  موريل، فيفيان (12 نوفمبر 2014). "الأجزاء الأربعة من العالم - تمثيلات القارات". Vivienne موريل:الفن / التاريخ / الكتب. مؤرشف من الأصل في 2019-04-22.
10. ↑  هيغهام، جون (1990). "الأميرة الهندية والإلهة الرومانية: أول رموز الأنثى الأمريكية". وقائع الجمعية الأثرية الأمريكية. ج. 100: 52 – عبر JSTOR.
11. ↑  البعلبكي, منير (1991). "نافورة الأنهار الأربعة". موسوعة المورد (بعربية). موسوعة شبكة المعرفة الريفية. Archived from the original on 2018-03-19. Retrieved 2020-05-31.{{استشهاد ويب}}:  صيانة الاستشهاد: لغة غير مدعومة (link)

## وصلات خارجية
- القارات الأربع
- خرائط همبشاير
- الكون المقسم إلى أربع اجزاء
- دليل مجموعة جيمس هايد من المطبوعات الرمزية للقارات الأربع